# Mustelus californicus
La musola gris (Mustelus californicus) es un tiburón de la familia Triakidae, que habita en las plataformas continentales del Pacífico oriental subtropical desde el norte de California hasta el golfo de California entre las latitudes 40° N y 23º N, desde la superficie hasta una profundidad de 200 m. Alcanza una longitud máxima de 1,24m.
Esta especie se caracteriza por tener los ojos horizontales ovalados, cuenta con una membrana nictitante central y dientes bajos, con bordes romos irregulares. Tiene 5 hendiduras branquiales, las últimas dos sobre la base de la aleta pectoral; 2 grandes aletas dorsales y una aleta caudal (cola) asimétrica.
Este pequeño tiburón se considera inofensivo para los humanos. Según el Archivo Internacional de Ataques de Tiburones, no se han reportado ataques a humanos atribuidos a esta especie.